# Omet
Omet är en kommun i departementet Gironde i regionen Nouvelle-Aquitaine i sydvästra Frankrike. Kommunen ligger i kantonen Cadillac som tillhör arrondissementet Langon. År 2022 hade Omet 289 invånare.

## Befolkningsutveckling
Antalet invånare i kommunen Omet
Referens:INSEE